# 549
549 (DXLIX) var ett normalår som började en fredag i den julianska kalendern.

## Händelser

### Okänt datum
- Ostrogoterna under Totila återerövrar Rom.
- Agila efterträder Theudigisel som kung över visigoterna.
- Det romersk-katolska Ossorys stift bildas på Irland.
- Kejsar Jinwen efterträder Kejsar Wu som härskare av Liangdynastin i Kina.

## Födda
- Jizang, kinesisk buddhistmunk (döda 623)

## Avlidna
- Theudigisel, kung över visigoterna
- Tuathal Maelgarb, kung av Tara
- Gao Cheng,  prins Wenxiang av Bohai
- Kejsar Wu av Liang
- Xiao Zhengde
- Prinsessan Xu Zhaopei
- Zhu Yi